# Gerli Padar
Gerli Padar (Haljala, RSS de Estonia, Unión Soviética, 6 de noviembre de 1979) es una cantante de Estonia, que representó a su país en el Festival de la Canción de Eurovisión 2007, con la canción «Partners in crime», que no consiguió pasar a la final. Gerli es hermana de Tanel Padar, el ganador del Festival de la Canción de Eurovisión 2001 por Estonia.
La cantante es también vocalista del grupo de rock estonio Glive.